# David S. Saxon
David Stephen Saxon (8 février 1920 - 8 décembre 2005) est un physicien et enseignant américain. Il occupe le poste de président du système de l'Université de Californie (1975-1983) ainsi que la présidence du conseil d'administration du Massachusetts Institute of Technology (MIT) de 1983 à 1990.

## Jeunesse et études
David S. Saxon naît le 8 février 1920 à Saint-Paul, dans le Minnesota. Il fréquente le MIT où il a obtient une licence (Bachelor of science, B.S.) en 1941 et un doctorat. en 1944, tous deux en physique. Il travaille au célèbre centre de recherche du MIT (MIT Radiation Laboratory) pendant la Seconde Guerre mondiale.

## Carrière
David S. Saxon rejoint l'UCLA en 1947, mais est licencié en 1950 avec trente autres membres du corps professoral en raison de leur refus de signer un serment de loyauté et une déclaration selon laquelle ils n'étaient pas membres du Parti communiste. La Cour suprême de Californie invalide par la suite cette exigence et Saxon retourne à l'UCLA en 1952. À l'UCLA, Saxon est doyen, vice-chancelier et vice-chancelier exécutif. Il occupe le poste de président de l'Université de Californie entre 1975 et 1983.
David S. Saxon rejoint le MIT en 1977 et en occupe la présidence entre 1983 et 1990.
David S. Saxon est membre de l'Académie américaine des arts et des sciences et membre de la Société américaine de philosophie (American Philosophical Society), de la  Société américaine de physique (American Physical Society, APS) et de l'Association américaine pour l'avancée des sciences (American Association for the Advancement of Science, AAAS). Le potentiel de Woods-Saxon en physique nucléaire est en partie associée à son nom.

## Fin de vie
Avec Shirley, avec qui il se marie en 1940 et restera jusqu'à la fin, soit 65 ans de mariage, David Stephen Saxon a six filles et six petits-enfants,. Des résidences étudiantes sises sur le campus de l'UCLA portent le nom du couple : The David and Shirley Saxon Student Residential Suites.
David S. Saxon décède des suites d'une longue maladie le 8 décembre 2005 au centre médical universitaire de l'UCLA à Los Angeles (Californie) à l'âge de 85 ans.

## Œuvres
- David S. Saxon, Elementary quantum mechanics, Dover publications, 2012 (1re éd. 1968) (ISBN 978-0486485966)